# Orizuru Osen
Orizuru Osen (折鶴お千, lit. "Osen das garças de papel"), é um filme mudo japonês de 1935 dirigido por Kenji Mizoguchi e estrelado por Isuzu Yamada. É baseado em um conto de Kyōka Izumi.

## Sinopse
Enquanto espera por um trem atrasado em uma estação, Sōkichi Hata, um experiente professor de medicina, ouve outros viajantes falando sobre uma cortesã entre eles. Ele relembra seu passado quando estava prestes a cometer suicídio e foi salvo por Osen, uma jovem que servia de isca para uma gangue de traficantes liderada por Kumazawa. Osen convence Kumazawa a aceitar Sōkichi como capanga, descobrindo mais tarde que Sōkichi veio a Tóquio para estudar medicina, mas falhou em seu plano devido ao pouco dinheiro que tinha. Indignada com os crimes da gangue e com os repetidos maus-tratos a Sōkichi, ela finalmente os entrega à polícia e decide ajudar Sōkichi a continuar com seus estudos. Quando Sōkichi e Osen, que a vê apenas como uma irmã mais velha, ficam sem dinheiro, ela recorre à prostituição e a pequenos furtos para ajudá-lo a terminar a faculdade. Depois que Osen é descoberta e presa pela polícia, Sōkichi fica sob a tutela de seu professor.
De volta ao presente, as pessoas do trem procuram um médico depois que um dos viajantes que esperava o trem desmaiou. Sōkichi oferece sua ajuda, apenas para descobrir que a pessoa desmaiada é Osen. No hospital, Sōkichi tenta fazê-la relembrar o tempo que passaram juntos, mas Osen, tendo perdido a sanidade, não consegue reconhecê-lo, presa somente nas memórias de Sōkichi, a quem ela culpa por tê-la esquecido.

## Elenco
- Isuzu Yamada como Osen
- Daijiro Natsukawa como Sokichi Hata
- Ichiro Yoshizawa como Ukiki
- Shin Shibata como Kumazawa
- Genichi Fujii como Matsuda
- Eiji Nakano como Professor

## Legado
Orizuru Osen fez parte de uma série de adaptações das histórias de Izumi por Mizoguchi, um escritor que ele admirava. Chika Kinoshita, professora de cinema, observou que o filme ocupa um lugar especial na recepção crítica da obra de Mizoguchi e que foi apontado como uma das primeiras encarnações de seu estilo no final dos anos 1930. Em seu Critical Handbook of Japanese Film Directors, Alexander Jacoby escreveu que Orizuru Osen "exibiu em seu embrião [sua] capacidade de diretor para detalhes atmosféricos ricos e sua preocupação permanente com a opressão das mulheres".
Orizuru Osen foi repetidamente exibido com narração de benshi ao vivo pela artista Midori Sawato.